# Kuymak

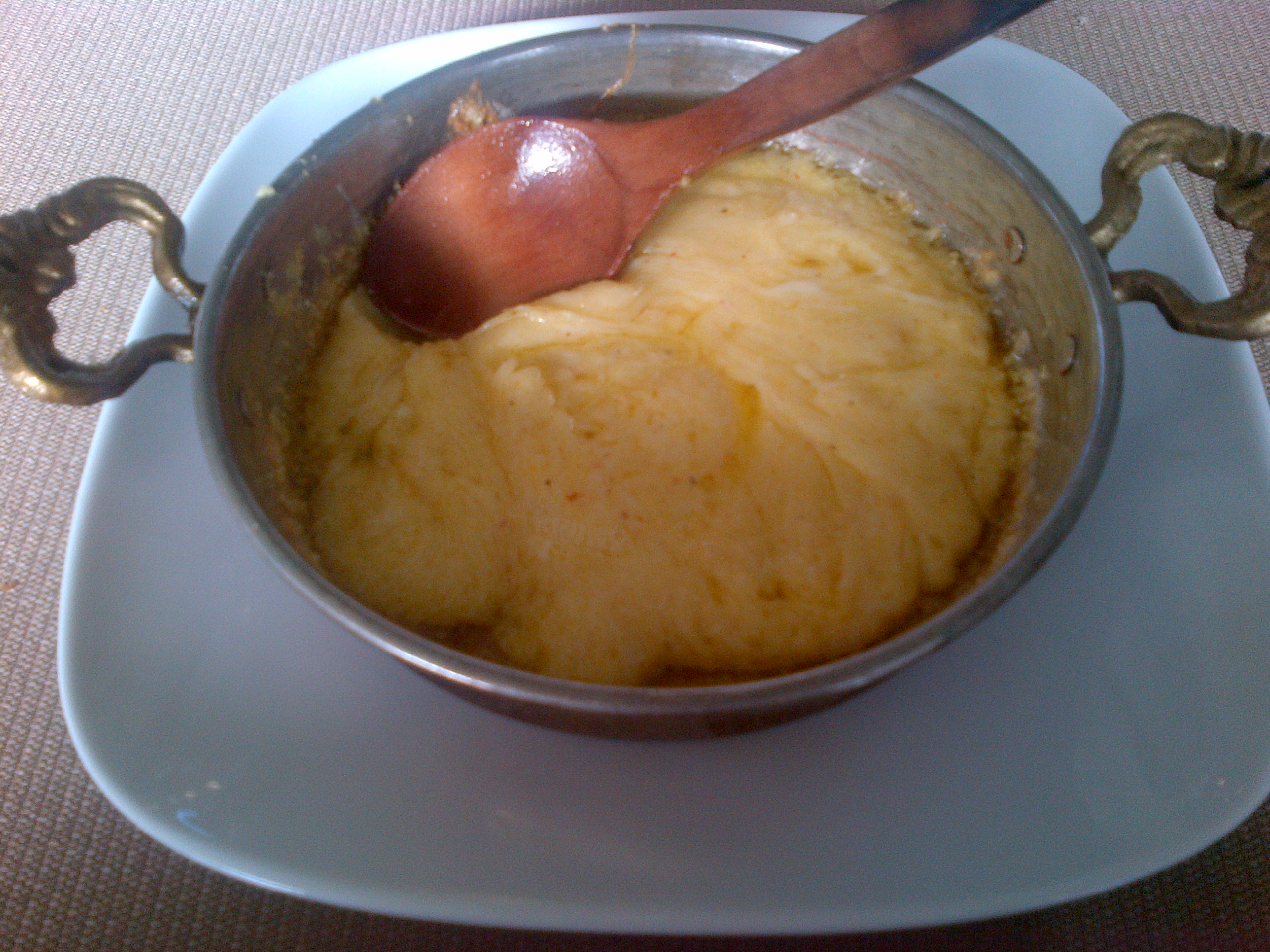
Kuymak en una paella sahan.

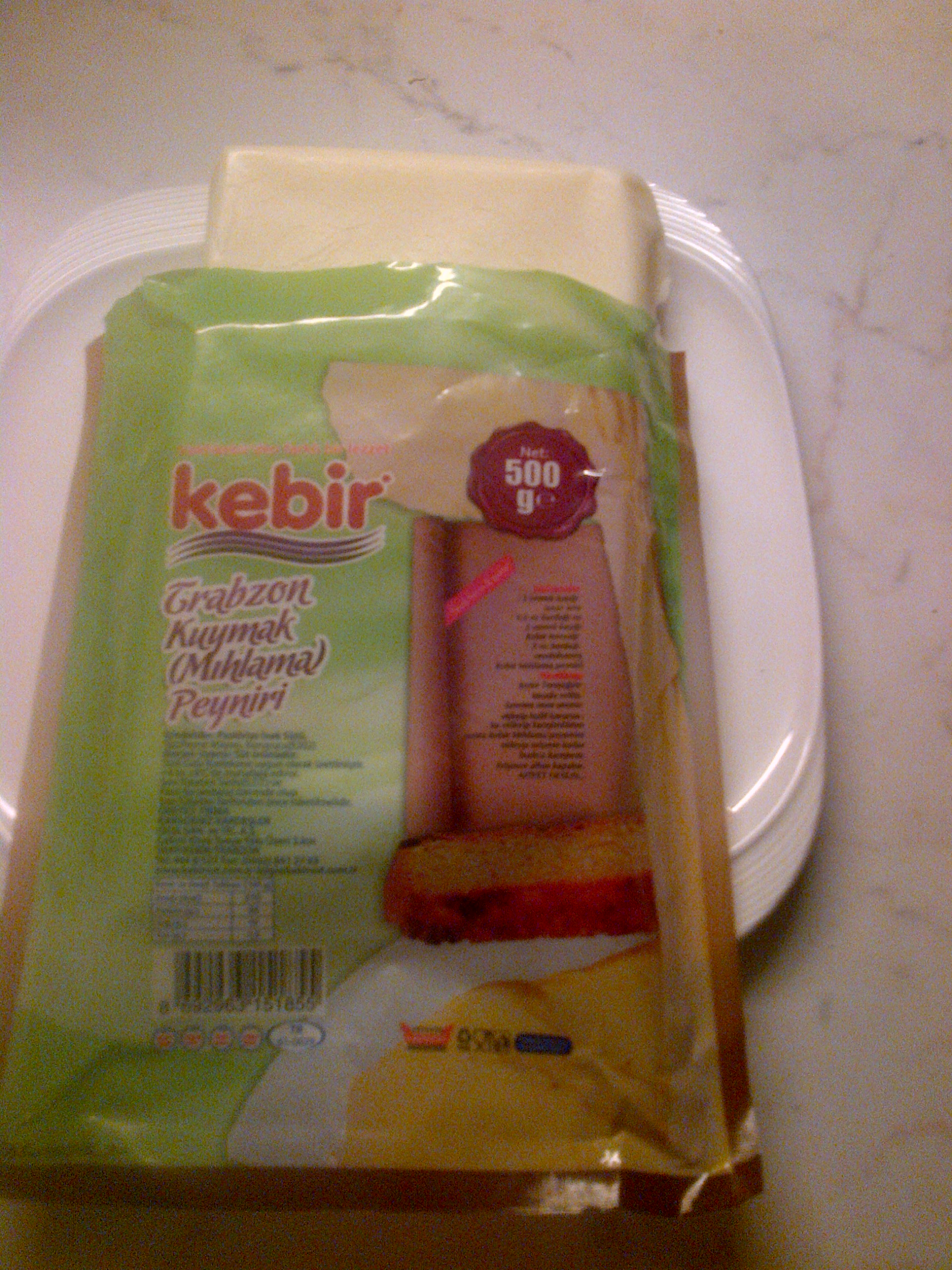
"Telli peynir" o "kuymak peyniri" s'usa en l'elaboració de kuymak.

Kuymak o Muhlama és un plat propi de la cuina de la part central (províncies de Samsun i Ordu) i oriental (províncies de Trebisonda i Rize) de la Regió de la Mar Negra a Turquia.

## Preparació i consum
Kuymak es fa amb farina de blat de moro, mantega i un formatge turc especial anomenat "telli peynir". Tot això es fregeix en una paella de dues nanses, anomenada "sahan" i se serveix dins de la mateixa sahan per a conservar-lo calent. Es menja tant com un entrant o com un plat d'esmorzar.
A la ciutat de Rize i rodalia muhlama és un menjar de celebració tradicional i es prepara en kazans.
De vegades s'agreguen també ous al kuymak.